# 이 녀석도 저 녀석도/나의 미래
《どいつもこいつも/ボクの未来》는 TOKIO의 21번째 싱글이다.

## 설명
- 소니 뮤직 엔터테인먼트 재팬에서 유니버설 뮤직 재팬으로 이적 후 발매한 첫 싱글이다.
- 또, TOKIO의 첫 맥시 싱글이기도 하다.
- 〈どいつもこいつも〉는 멤버 전원이 솔로 파트가 있다.

## 타이업
- 〈どいつもこいつも〉: 후지TV 《멘토레G》
- 〈ボクの未来〉: 베네세 신켄 세미나 《중학교강좌》 TV-CM

## 수록곡
1. どいつもこいつも
  - 작사/작곡 : 아베 준 / 편곡 : KaaTo
2. ボクの未来
  - 작사 : 와타세 마키 / 작곡 : BANANA ICE / 편곡 : 코야나기 마사노리 / Horn Arrangement : YOKAN
3. どいつもこいつも
4. ボクの未来